# Herz Jesu (Zürich-Wiedikon)

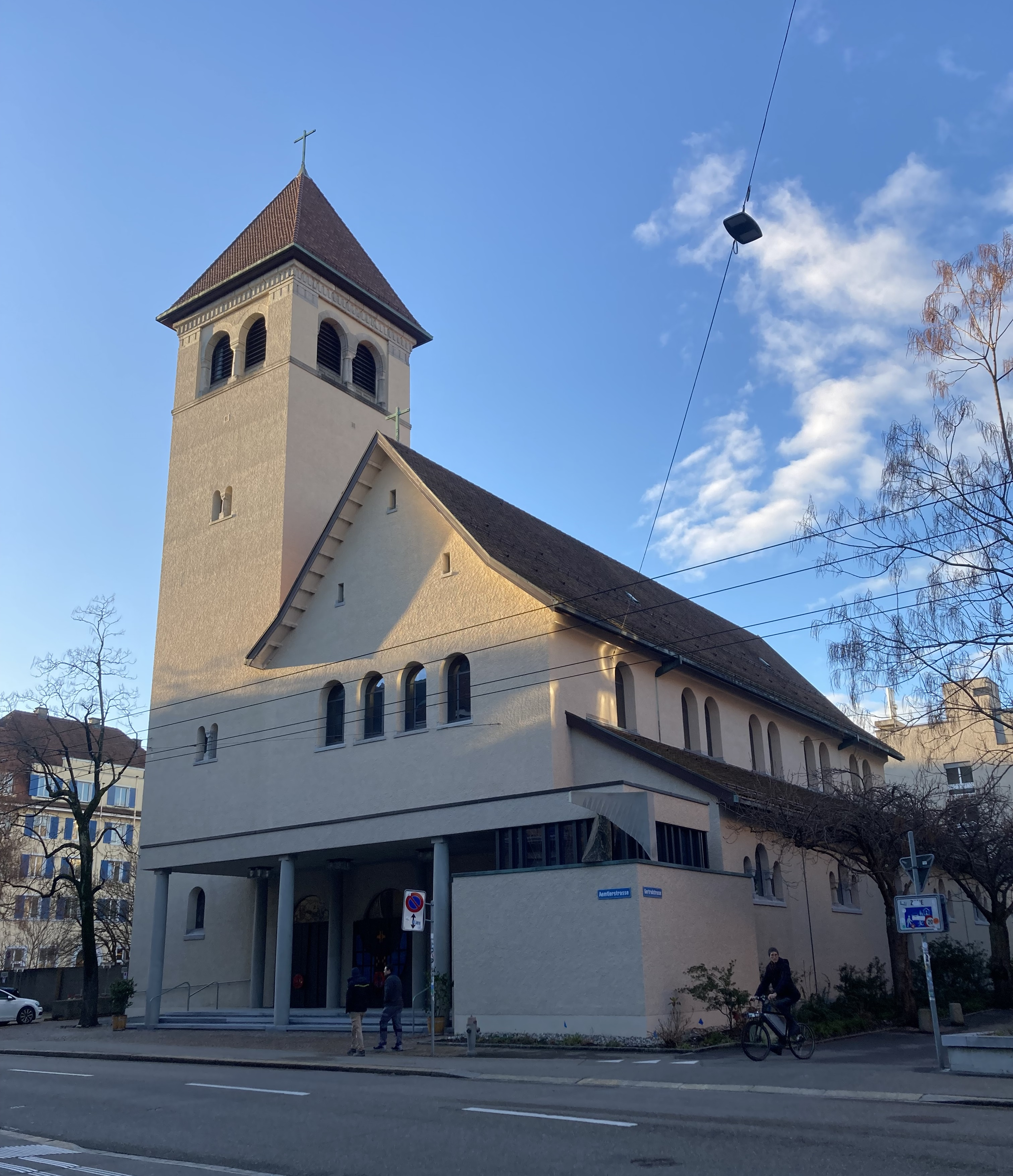
Kirche Herz Jesu Wiedikon, Aussenansicht

Die Kirche Herz Jesu ist die römisch-katholische Pfarrkirche des Zürcher Stadtteils Wiedikon.

## Zur Namensgebung
Neben der Kirche Herz Jesu Oerlikon aus dem Jahre 1892/1893 ist es die zweite katholische Kirche in Zürich, die dem Herzen Jesu geweiht wurde. Dass zwei katholische Kirchen innerhalb der Stadt den gleichen Namen tragen, erklärt sich durch den Umstand, dass Oerlikon erst 1934 eingemeindet wurde; zum Zeitpunkt des Baus der Kirche in Wiedikon gab es innerhalb Zürichs also keine zweite Kirche mit dem gleichen Patrozinium.

## Geschichte

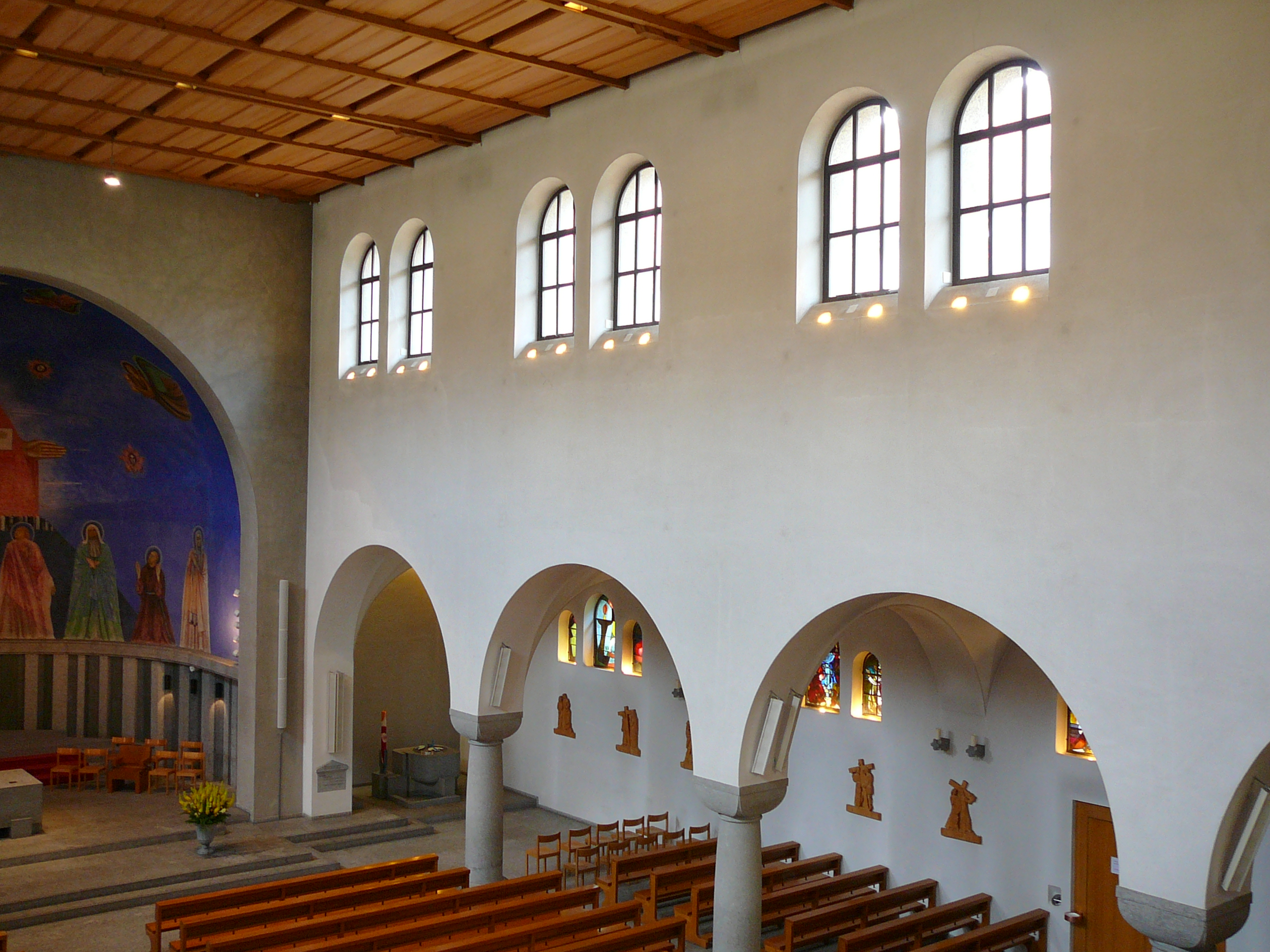
Kirche Herz Jesu Wiedikon, Innenansicht

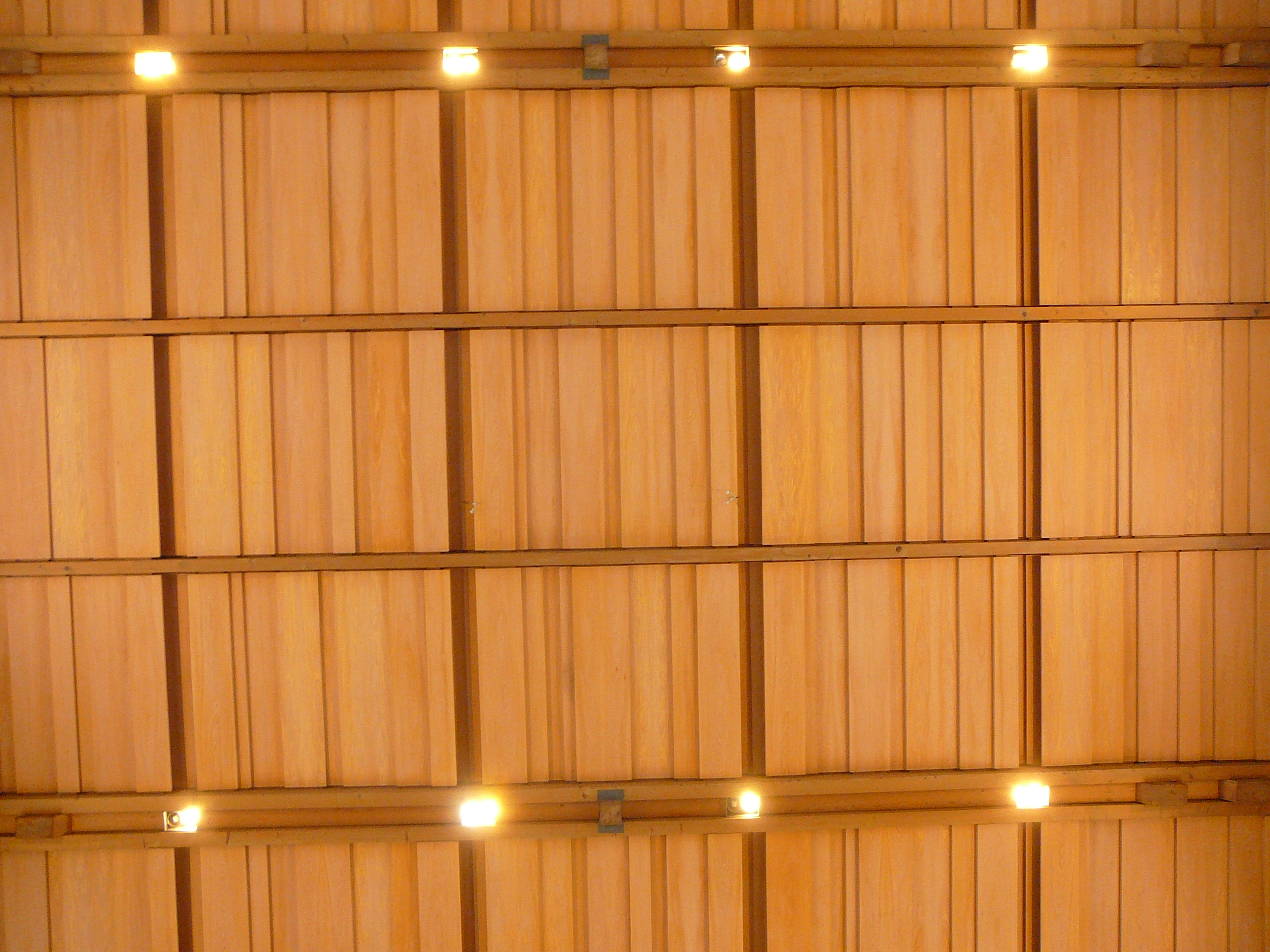
Kassettendecke von 1969

Herz Jesu Wiedikon ist eine Tochterpfarrei von St. Peter und Paul Aussersihl. Der Bischof von Chur, Georg Schmid von Grüneck, erhob Herz Jesu Wiedikon 1921 per Dekret zur Pfarrei und trennte sie von der Mutterpfarrei ab. Pfarrer Johannes Baptist Hildebrand von St. Peter und Paul war massgeblich an der Gründung von Herz Jesu Wiedikon beteiligt.
Am 27. April 1916 konnte der Bauplatz für die Kirche an der Aemtlerstrasse gekauft werden. Am 20. April 1920 erfolgte der Spatenstich. In den Jahren 1920/1921 wurde die Kirche Herz Jesu durch den Architekten Joseph Steiner, Schwyz erbaut. Er hatte auch die Kirchen St. Franziskus in Wollishofen und St. Franziskus in Wetzikon entworfen. Am 15. Juni 1921 fand die Einsegnung durch Bischof Georg Schmid von Grüneck statt. Geweiht wurde die Kirche erst im Jahr 1956 durch Bischof Christian Caminada.
In den Jahren nach dem Kirchbau wurde das Gotteshaus weiter ausgestaltet. So wurden 1922 die Kommunionbank, der Josefs- und der Marien-Altar, die Kanzel sowie die erste Orgel angeschafft. 1925 malte Felix Baumhauer (1876–1960), Professor an der Münchener Kunstakademie, das Chorgemälde und den Kreuzweg. Diese Gemälde wurden am 1. Mai 1925 eingesegnet.
1925/1926 wurde das Vereinshaus Johanneum erbaut und am 30. Oktober 1926 benediziert. Der Name erinnert an obengenannten Pfarrer Johannes Baptist Hildebrand.
Für die Pfarreiangehörigen wurden auch wichtige karitative und pädagogische Institute gegründet: Seit 1934 betrieben die St. Anna-Schwestern aus Luzern eine Krankenpflegestation. 1935 wurde ein Kindergarten eingerichtet, der von den Ilanzer Dominikanerinnen betrieben wurde. Und 1952 wurde die Maria-Theresia-Stiftung gegründet, die den Aufbau einer katholischen Schule, der heutigen Freien Katholischen Schule Wiedikon vorantrieb.
1953 bis 1954 erfolgte ein Umbau der Kirche, wobei Architekt F.A. Heinemann Beichtnischen einbaute. Diese Beichtnischen wurden bei der Sanierung der Kirche in den 1960er Jahren wieder zurückgebaut. Am 28. Dezember 1966 erfolgte der Spatenstich für das kirchliche Zentrum Herz Jesu Wiedikon, das nach Plänen von Rudolf Mathys erbaut wurde. In den Jahren 1967 bis 1969 wurde die Kirche tiefgreifend erneuert. Gleichzeitig errichtete man an der Aemtlerstrasse eine Marienkapelle. Unter dem Chor der Kirche errichtete man eine Unterkirche mit 300 Sitzplätzen. Hinter der Kirche erfolgte der Neubau des Pfarrhauses, welches das erste Pfarrhaus von Joseph Steiner ersetzte, und nebenan, zwischen Kirche und Johanneum, wurde der Erweiterungsbau für das Johanneum und die Freie Katholische Schule Wiedikon errichtet. Am 23. Juni 1968 wurde die Unterkirche und am 14. Juni 1969 das ganze kirchliche Zentrum durch Bischof Johannes Vonderach eingeweiht. Mit der Einweihung des neuen Schulhauses wurden am 13. Juni 1970 die Baumassnahmen abgeschlossen.
In den Jahren 2011 bis 2013 wurde das alte Johanneum abgebrochen und durch einen Neubau ersetzt, weiter ein Meditationsraum sowie ein Musiksaal eingerichtet. Bei der Weihe wurde der Neubau Johannes dem Evangelisten dediziert. Die lokalhistorische Verbindung mit Pfarrer Johannes Baptist Hildebrand und der Gründungszeit der Pfarrei ist damit erloschen.
Im Jahr 1921 war Herz Jesu Wiedikon mit 19'000 Mitgliedern die grösste Pfarrei der Diözese Chur. Nach dem Abtrennen von den Kirchgemeinden St. Theresia Friesenberg (1933) und St. Felix und Regula Hard (1951) ist die Kirchgemeinde Herz Jesu Wiedikon mit 7'160 Mitgliedern (Stand 2021) nach Heilig Kreuz Altstetten die zweitgrösste Pfarrei der Stadt Zürich.

## Baubeschreibung
Herz Jesu Wiedikon ist eine neuromanische Kirche mit basilikalem Grund- und Aufriss. Das Mittelschiff ist flach gedeckt, die Seitenschiffe weisen Kreuzgratgewölbe auf. Aussen verzichtet die Kirche auf plastische Dekorationen. Architekt Joseph Steiner erbaute die schlichte Kirche mit dem seitlich angebauten Turm im Heimatstil. Die Rundbogenöffnungen am Obergaden sind paarweise und an den Seitenschiffen als Drillingsfenster eingelassen. Das Rundbogenmotiv findet sich auch an den Wandöffnungen des Kirchturms, jeweils ergänzt durch eine Mittelsäule zwischen zwei Rundbogenfenstern. Der an der Fassadenfront erfolgte Anbau in den 1960er Jahren mit der Kapelle und dem Vorbau samt Haupteingang veränderte das ursprüngliche Erscheinungsbild der Kirche.

### Kirchturm und Glocken

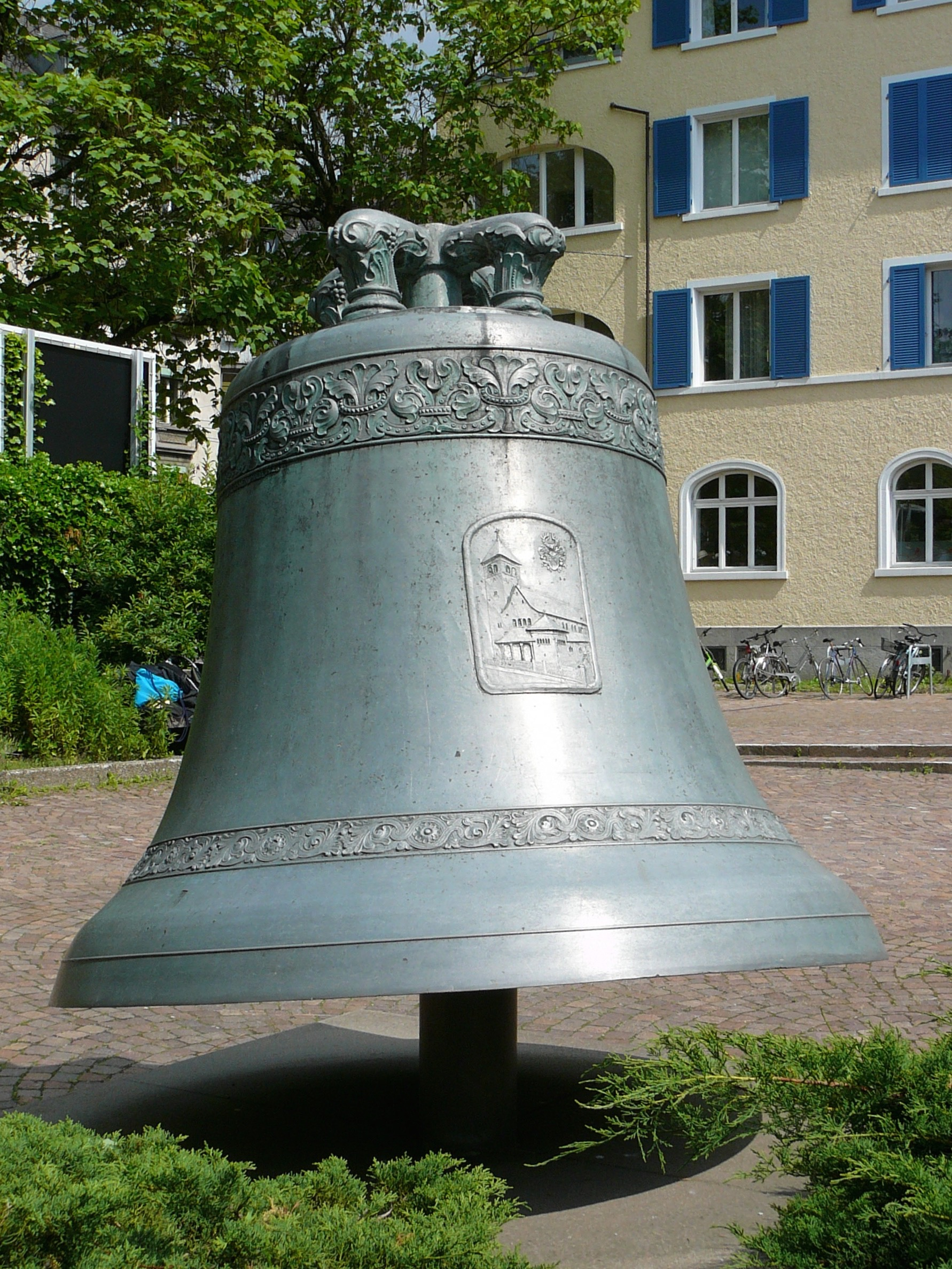
Alte Glocke im Innenhof

Zusammen mit der Kirche wurde auch der neuromanische Kirchturm im Jahr 1921 erstellt. Am 30. September 1928 wurden die sechs Glocken durch Bischof Georg Schmid von Grüneck geweiht und in den Turm aufgezogen. Dieses Geläut wurde von der Glockengiesserei Franz Schilling Söhne, Apolda aus alten holländischen Kanonen gegossen.
Nachdem die grösste Glocke 1983 einen Sprung bekommen hatte, wurde sie durch eine neue Glocke, die am 29. Juni 1984 vom Nachfolgeunternehmen von Franz Schilling Söhne, Glockengießerei Bachert, Karlsruhe gegossen wurde, ersetzt. Die gesprungene Glocke steht heute auf dem Vorplatz zwischen Kirche und Johanneum. Sie hat ein Gewicht von 4'138 kg und die Tonhöhe B.
| Nummer | Gewicht | Ton | Widmung                |
| ------ | ------- | --- | ---------------------- |
| 1      | 3853 kg | B°  | Herz Jesu              |
| 2      | 2874 kg | c'  | Dominicus              |
| 3      | 1938 kg | d'  | Unbefleckte Empfängnis |
| 4      | 1119 kg | f'  | Arme Seelen            |
| 5      | 768 kg  | g'  | Georgius               |
| 6      | 453 kg  | b'  | Schutzengel            |

### Innenraum und künstlerische Ausstattung

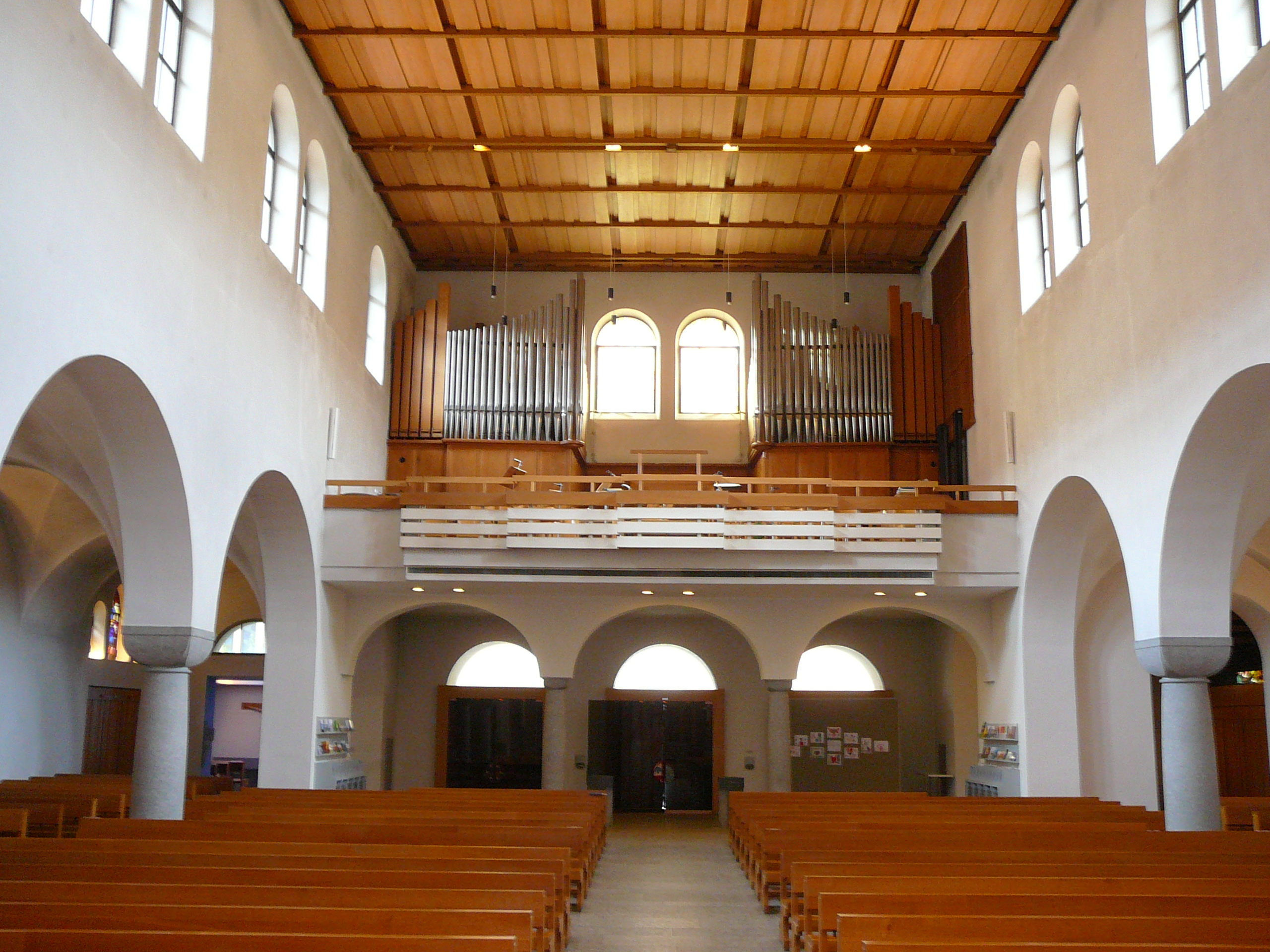
Blick zur Orgelempore

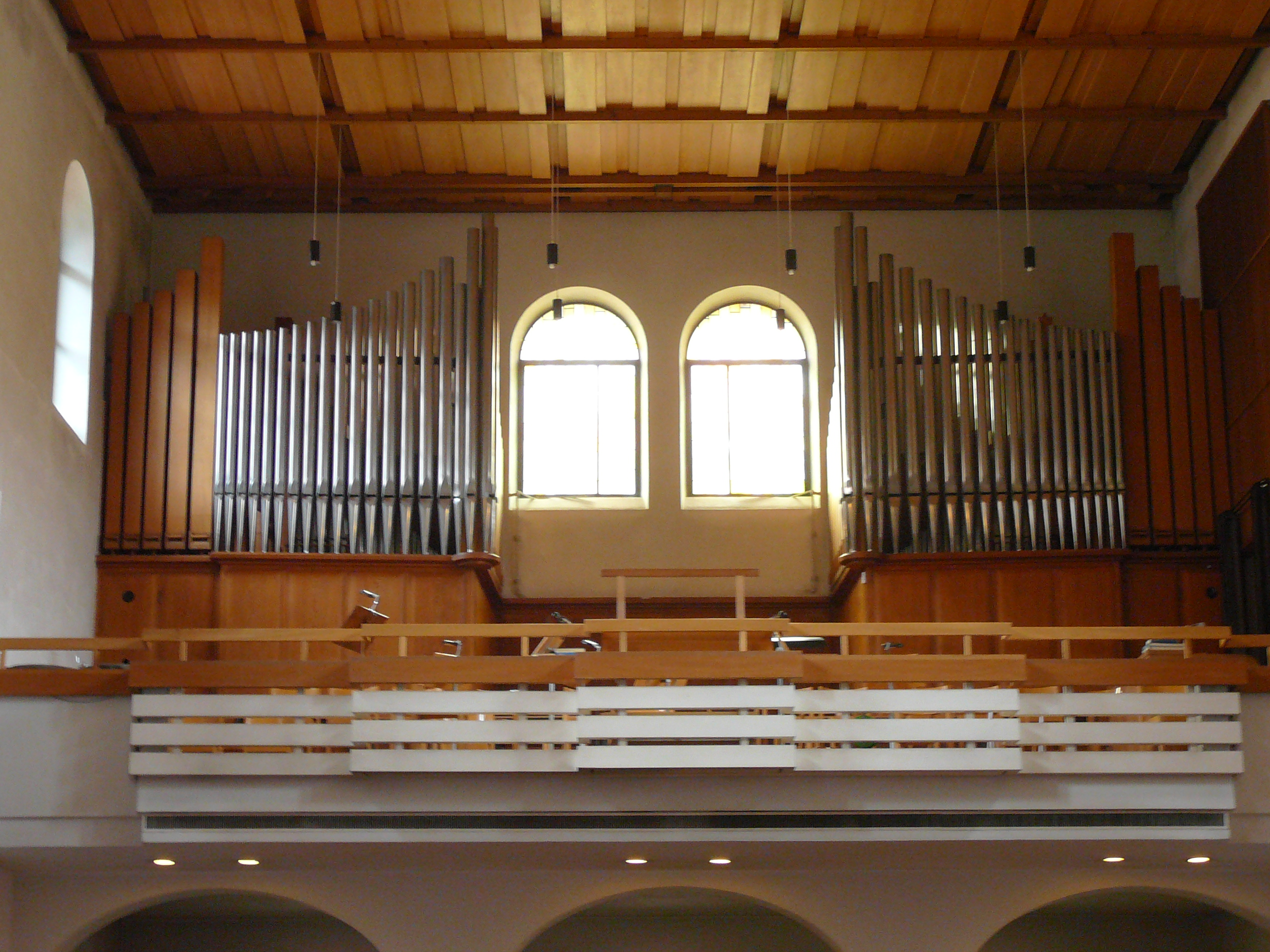
Kuhn-Orgel von 1948

Bei der Kirchenrestaurierung 1967–1969 wurden die ursprünglichen Altäre im Haupt- und in den beiden Seitenschiffen entfernt. In der Apsis des Hauptschiffs stehen der Volksaltar und der Ambo, beide aus Granit gefertigt. Aus dem gleichen Stein wurden auch der Sockel des Tabernakels sowie der Sakramentsaltar im linken Seitenschiff und der Taufbrunnen im rechten Seitenschiff gestaltet. Auch der Boden der Kirche sowie die Sockelverkleidung der Apsis bestehen aus Granit. Durch die Einheit der Materialien wird eine Homogenität der heutigen Kirchenausstattung erzeugt.
Im Jahr 1925 schuf Felix Baumhauer das monumentale Chorgemälde und den Kreuzweg auf den Längswänden des Hauptschiffs sowie die Darstellung der zwölf Apostel auf dem Tympanon über dem Apsisbogen. Diese Wandmalereien sorgten seinerzeit wegen ihrer Dimensionen für Aufsehen. Das Gemälde im Chor zeigt den gekreuzigten Christus, hinter dem Gottvater steht und mit seinen Händen auf den gekreuzigten Sohn weist. Über Gottvater und Sohn wird der Heilige Geist in Form einer Taube dargestellt. Links und rechts vom Kreuz befinden sich Darstellungen von Heiligen. Abgebildet werden von links nach rechts: Johannes der Täufer, Margareta Maria Alacoque, Salome (Mutter von Jakobus und Johannes), Maria Muttergottes, Longinus. Vom Kreuz nach rechts aussen: Maria Magdalena, Johannes der Evangelist, Josef von Arimathäa, Franziskus und Maria (die Mutter von Jakobus dem Jüngeren). Bei der Renovation der Kirche 1967–1969 wurden der Kreuzweg an den Wänden des Hauptschiffs und die Darstellung der zwölf Apostel auf dem Tympanon weiss übermalt. Die ursprüngliche bemalte, bunte Kassettendecke wurde durch eine neue, schlichte Felderdecke überhängt. Durch diese Purifizierung in den 1960er Jahren verlor das Innere der Kirche seine ursprüngliche Lebendigkeit.
Die Glasfenster in den Seitenschiffen stammen aus zwei Gestaltungsepochen: Die älteren Fenster von Felix Baumhauer zeigen Szenen aus dem Marienleben, oft auf den kleineren Fenstern mit Engeln flankiert. Das vorderste Fenster links, das sich beim Tabernakel und dem Sakramentsaltar befindet, sowie die drei Fenster vorne rechts beim Taufbrunnen wurden 1969 von Ferdinand Gehr gestaltet.
Bei dieser Kirchenerneuerung wurde der Künstler Willy Charles Erismann (1920–1989) mit der Gestaltung der modernen Kunstelemente beauftragt. So schuf er aus Feueremail verschiedene Elemente: Die Türgriffe an den Kirchportalen, die Gestaltung des Hauptportals mit den Elementen Taube, Fisch, Weintrauben und Kreuz. Er gestaltete aber auch die Emailarbeiten auf dem Tabernakel und am Sakramentsaltar, die Emailarbeiten auf dem Deckel des Taufsteins, die Altarkerzenstöcke sowie den Kelch und die Hostienschalen.
Unter der Orgelempore befindet sich links eine Gebetsnische. In ihr steht eine Pyramide aus schwarz gefärbtem Holz, auf der die Namen der Verstorbenen der Pfarrei angebracht werden und auf der eine Osterkerze als Zeichen für den christlichen Glauben an das Leben nach dem Tod steht.
Von der Aemtlerstrasse aus gesehen links wurde 1967–1969 ein niedriger Betonbau mit Flachdach angebaut, in dem sich die Marienkapelle befindet. An der Frontwand steht eine Muttergottes mit Kind, daneben ein Kruzifix mit Corpus aus Holz. Die Glasfenster der Marienkapelle stammen von Jean Bünter aus dem Jahr 1971.

### Orgel

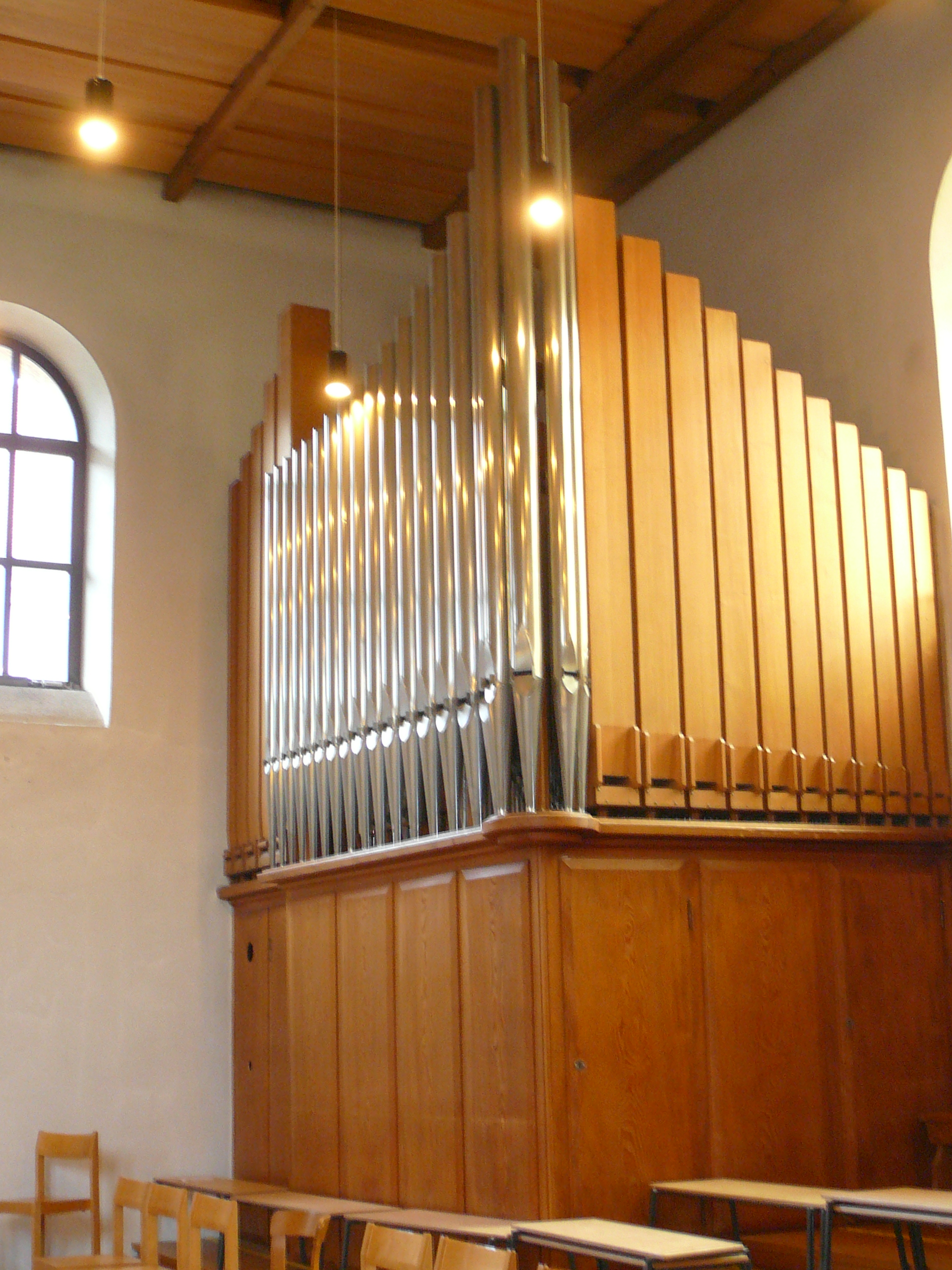
Kuhn-Orgel, Teilansicht

Die Kirche erhielt im Jahr 1922 eine erste Orgel der Orgelfirma Mönch in Überlingen.
Die heutige Orgel stammt von der Orgelbaufirma Kuhn, Männedorf, und wurde im Jahr 1948 erbaut. Sie verfügt über eine elektrische Spiel- und Registertraktur und hat folgende Disposition:
| I Manual C–g3 |         |
| Rohrgedeckt   | 16′     |
| Prinzipal     | 8′      |
| Gedeckt       | 8′      |
| Gemshorn      | 8′      |
| Oktave        | 4′      |
| Nachthorn     | 4′      |
| Oktave        | 2'      |
| Mixturen VI   | 2′ + 1′ |
| Zinke         | 8'      |

| II Manual C–g3 |       |
| Suavial        | 8′    |
| Gedeckt        | 8′    |
| Quintade       | 8′    |
| Dulkan         | 4′    |
| Gedecktflöte   | 4′    |
| Flagolet       | 2'    |
| Larigot        | 1 ⁄3′ |
| Mixtur IV      | 2⁄3′  |
| Schalmei       | 8′    |

| III Manual C–g3 |       |
| Gedeckt         | 16′   |
| Prinzipal       | 8′    |
| Offenflöt       | 8′    |
| Schwebung       | 8'    |
| Prinzipal       | 4′    |
| Rohrflöte       | 4′    |
| Nasat           | 2 ⁄3′ |
| Blockflöte      | 2′    |
| Sesquialtera    |       |
| Scharf VI       | 1 ⁄3′ |
| Zimbel III–IV   | 1⁄4′  |
| Trompete        | 8′    |
| Clairon         | 4′    |

| Pedal C–f1 |     |
| Principal  | 16′ |
| Subbass    | 16′ |
| Gedeckt    | 16′ |
| Oktavbass  | 8′  |
| Spitzflöte | 8′  |
| Gedeckt    | 8′  |
| Oktav      | 4′  |
| Mixtur III | 4′  |
| Fagott     | 16′ |
| Clairon    | 4′  |

- Alle üblichen Koppeln
- Spielhilfen: drei freie Kombinationen und Tritte für Zungen an/ab

### Unterkirche

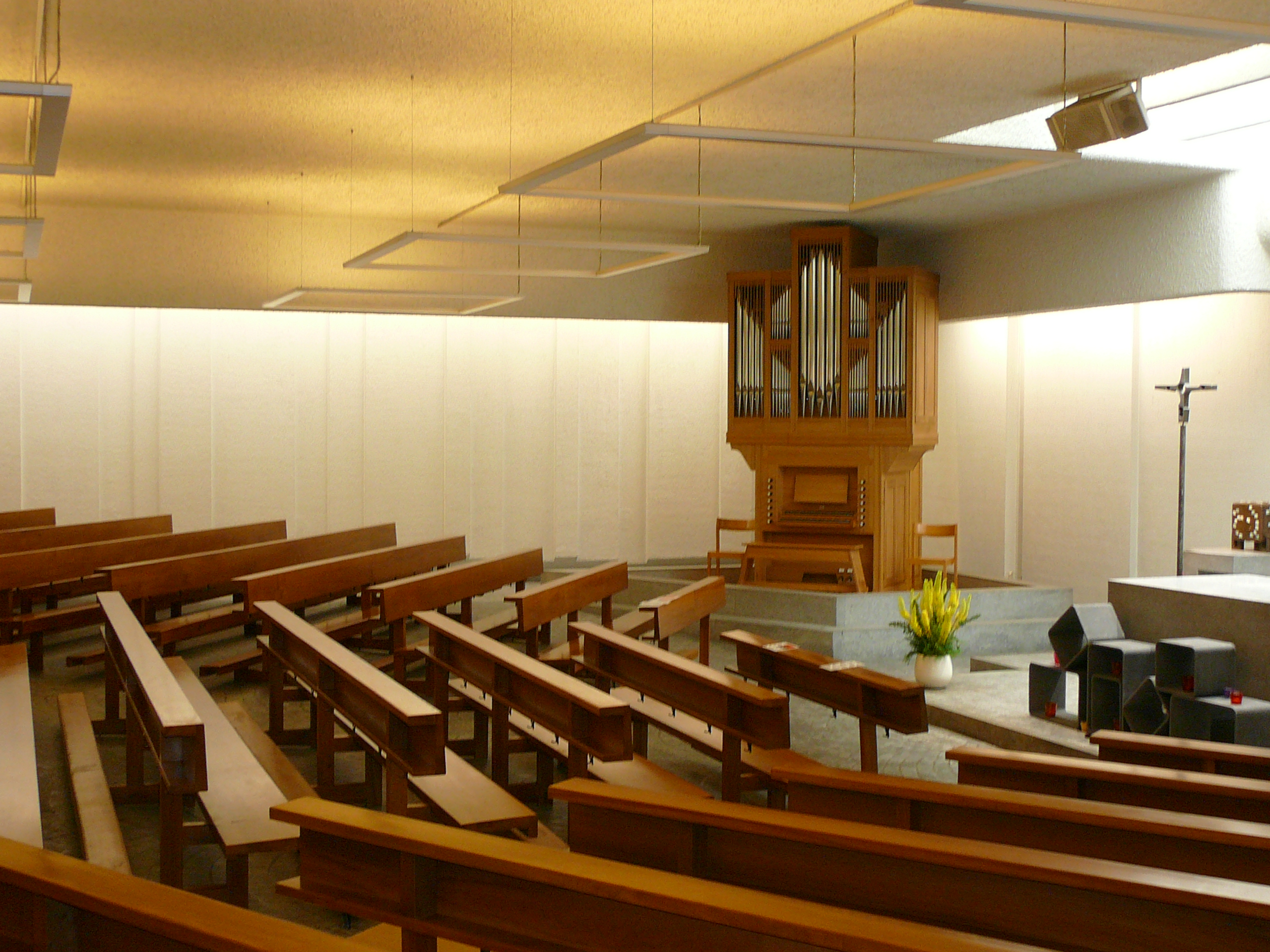
Die Unterkirche

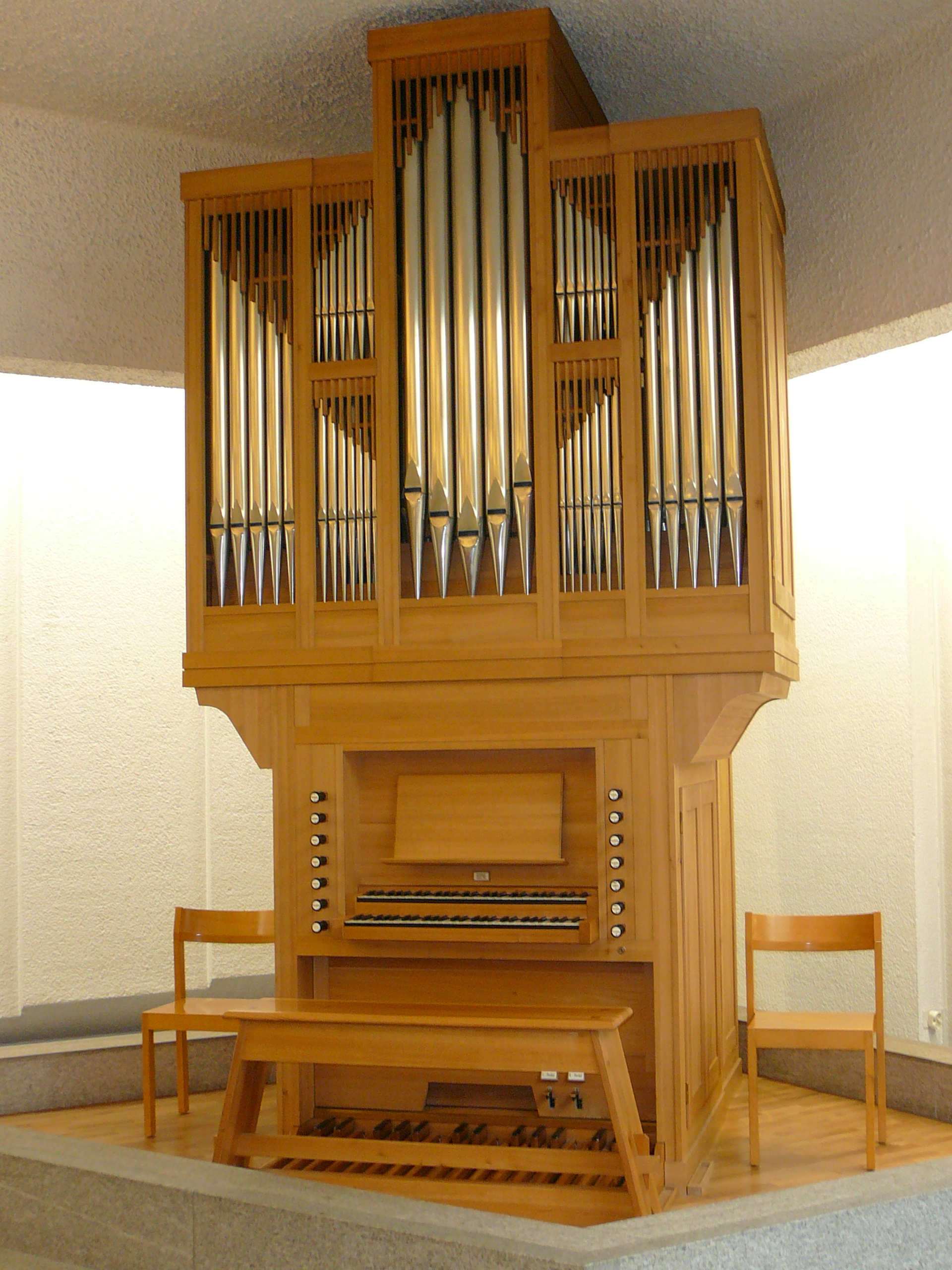
Hauser-Orgel von 1994 in der Unterkirche

Das Portal zur Unterkirche wurde nach einem Entwurf von Charles Renggli in Leichtmetall gegossen.
Die Unterkirche ist geprägt durch die Homogenität ihrer Materialien. Altar, Ambo und der Sockel des Tabernakels bestehen wie in der Oberkirche aus Granit. Der Bronzetabernakel sowie ein Vortragekreuz ergänzen die Gestaltung des Altarbereichs. Rechts an der Frontwand befindet sich eine barockisierende Plastik der Muttergottes mit Kind. An der rechten Seitenwand sind 14 Kreuze befestigt sowie ein 15., das die Kreuzform zu einer Baumstruktur (Symbol des Lebens nach dem Tod) überhöht. Die Statue des Hl. Antonius wurde im Jahr 1959 von Ruth Meyer-Züllig (1921–2010) gefertigt. Sie war ursprünglich für die Kirche Guthirt in Zürich-Wipkingen geschaffen worden und gelangte zu späterer Zeit in die Krypta der Kirche Herz-Jesu Zürich-Wiedikon.
Seit 1994 steht in der Krypta eine Orgel mit rein mechanischer Traktur und barocker Disposition. Gefertigt wurde das Instrument von der Orgelbaufirma Hauser, Kleindöttingen.
Disposition der Hauser-Orgel:
| I Manual C–g3 |    |
| Prinzipal     | 8′ |
| Hohlflöte     | 8′ |
| Oktave        | 4′ |
| Mixtur III    | 2′ |
| Dulcian       | 8′ |

| II Manual C–g3             |              |
| Gedeckt                    | 8′           |
| Rohrflöte                  | 8′           |
| Superoktave                | 2′           |
| Sesquialtera II (Vorabzug) | 2/3′ + 13/5′ |
| Tremulant                  |              |

| Pedal C–f1 |     |
| Subbass    | 16′ |
| Bassflöte  | 8′  |
| Trompete   | 8′  |

- Koppeln: II/I, I/P, II/P
- Windversorgung klassisch mit Keilbalg